# 베를린 알브레히트스호프역
베를린 알브레히트스호프역(Bahnhof Berlin-Albrechtshof)은 베를린 슈판다우구 슈타켄에 위치한 철도역이다. 베를린 슈타켄역과 더불어 베를린의 장거리 및 지역간 철도역 중 베를린 S반이 정차하지 않는 역이다.

## 역사
제2차 세계 대전 중이었던 1943년 4월 1일에 개통했다. 슈판다우 베스트역에서 팔켄제 경유 나우엔 방면으로의 베를린 S반 연장을 염두에 두고 설치되었다. 역 부지 근처에는 1938년에 S반 기지가 설치되었고, 1942년에는 데마크의 전차 공장으로 변경되었다. 연합군의 폭격에도 피해를 입지 않았으나, 종전 이후에 전차 공장은 철거되었고 건물은 붉은 군대에 의해서 폭파되었다. 독일의 분단기에는 서베를린 방면 장거리 열차 영업이 제한되었기 때문에, 1950년대에는 기존 장거리선을 제3궤조로 전철화하여 팔켄제까지 S반을 운행할 수 있었다. 이 시기에는 슈판다우 베스트역-알브레히트스호프역-팔켄제역 구간만을 운행했다.
1951년부터 1990년까지는 베를린 슈타켄역과 비슷하게 동독의 영토였다. 1961년 베를린 장벽 건설 이후 알브레히트스호프역-팔켄제역 구간에서 S반 셔틀 열차가 운행했다. 이 구간에서는 유치선 및 검수가 불가능했기 때문에 S반 셔틀 운행은 며칠 후 중단되었고, 알브레히트스호프역은 서베를린을 우회하여 동베를린으로 연결되는 스푸트니크 열차의 종착역이 되었다. 이 역을 출발한 열차는 나우엔역 및 베를린 외곽순환선의 팔켄하겐역으로 운행했고, 비르켄베르더 및 포츠담 방면으로 접속되었다. 베를린 외곽순환선을 경유하여 베를린 리히텐베르크역으로 직통 운행하는 열차가 출퇴근 시간에 1일 1회 편성되었다. 함부르크 방면 장거리 열차는 계속 운행했으나, 1961년 12월 5일 기관사였던 하리 데터링(Harry Deterling)과 그의 가족 및 친구가 열차를 이용하여 동독을 탈출하면서 선로가 폐쇄 및 철거되었다.
독일의 재통일 이후인 1990년에는 알브레히트스호프역이 다시 베를린의 시역으로 편입되었다. 그 해부터 나우엔역에서 출발한 열차가 베를린 샤를로텐부르크역, 융페른하이데역, 베스트크로이츠역 등 서베를린으로 운행을 시작했다. 팔켄제역-알브레히트스호프역간 선로는 1993년에 운행을 중단했고 팔켄제역-슈판다우역 구간이 개보수되었다. 이 과정에서 구 알브레히트스호프역이 철거되었고 80 m 이설되어 새롭게 건설되었다. 1995년 5월 28일에 신역사 및 베를린-함부르크 전 구간의 영업이 재개되었다. 역 개축 이후 일대 도로 구조가 일부 변경되었다.
2013년에는 엘리베이터 설치가 계획되었다. 2014년부터 엘리베이터 운행이 시작되었다.
팔켄제 방면 S반 연장은 계획 단계에 머물러 있으며, 실현된다면 알브레히트스호프역이 S반 전용역으로 변경된다. 

## 인접 정차역
베를린 버스 237번과 환승할 수 있다.
| RE·RB                       | RE·RB | RE·RB                                    |
| --------------------------- | ----- | ---------------------------------------- |
| 제게펠트 슈텐달/라테노 방면 | RE 2  | 베를린 슈판다우 팔켄베르크 (엘스터) 방면 |
| 슈판다우 쥐트크로이츠 방면  | RB 10 | 제게펠트 나우엔 방면                     |
| 슈판다우 쥐트크로이츠 방면  | RB 14 | 제게펠트 나우엔 방면                     |